# Levin Storch

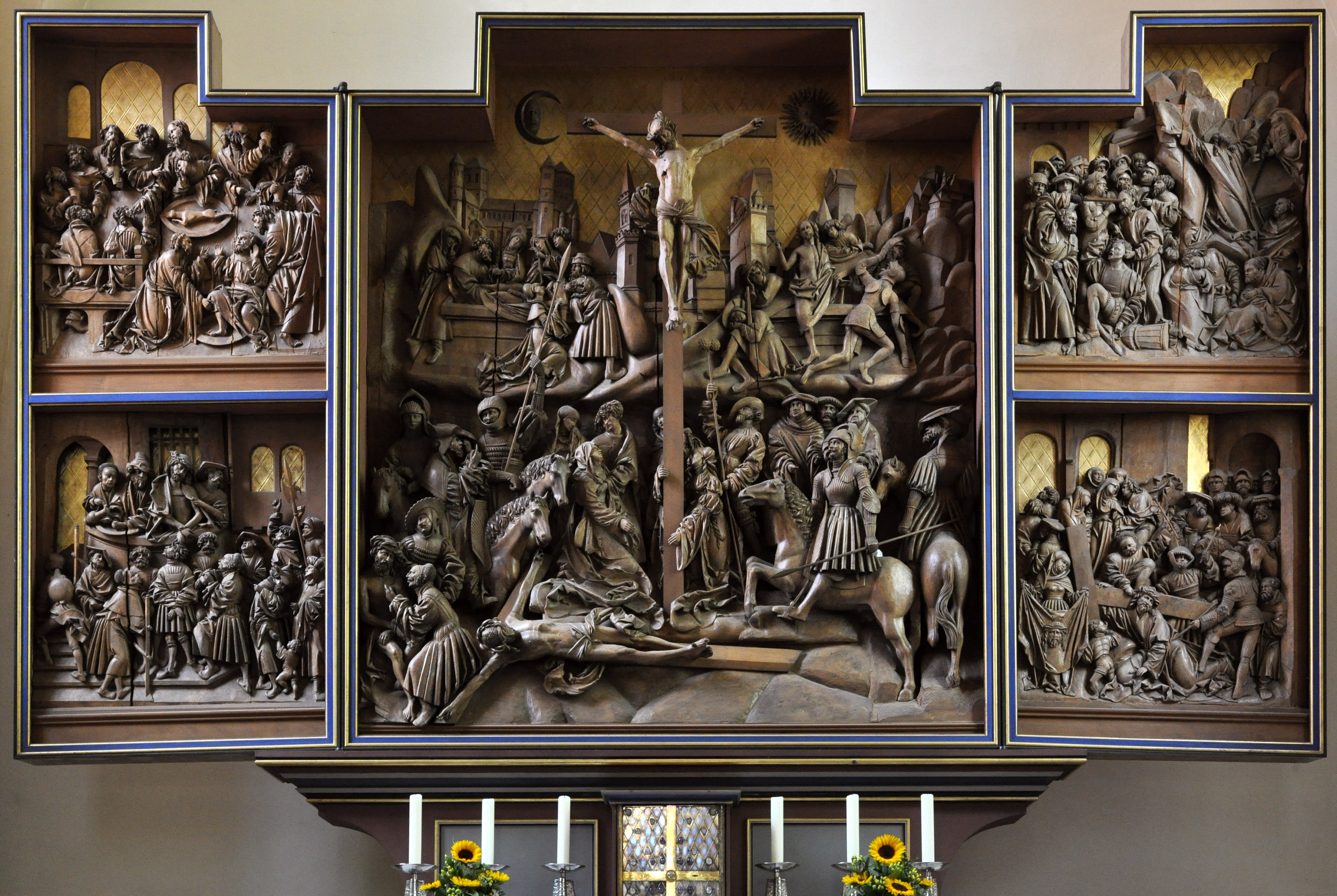
Hildesheim, Magdalenenkirche, Passionsaltar „Elffenaltar“

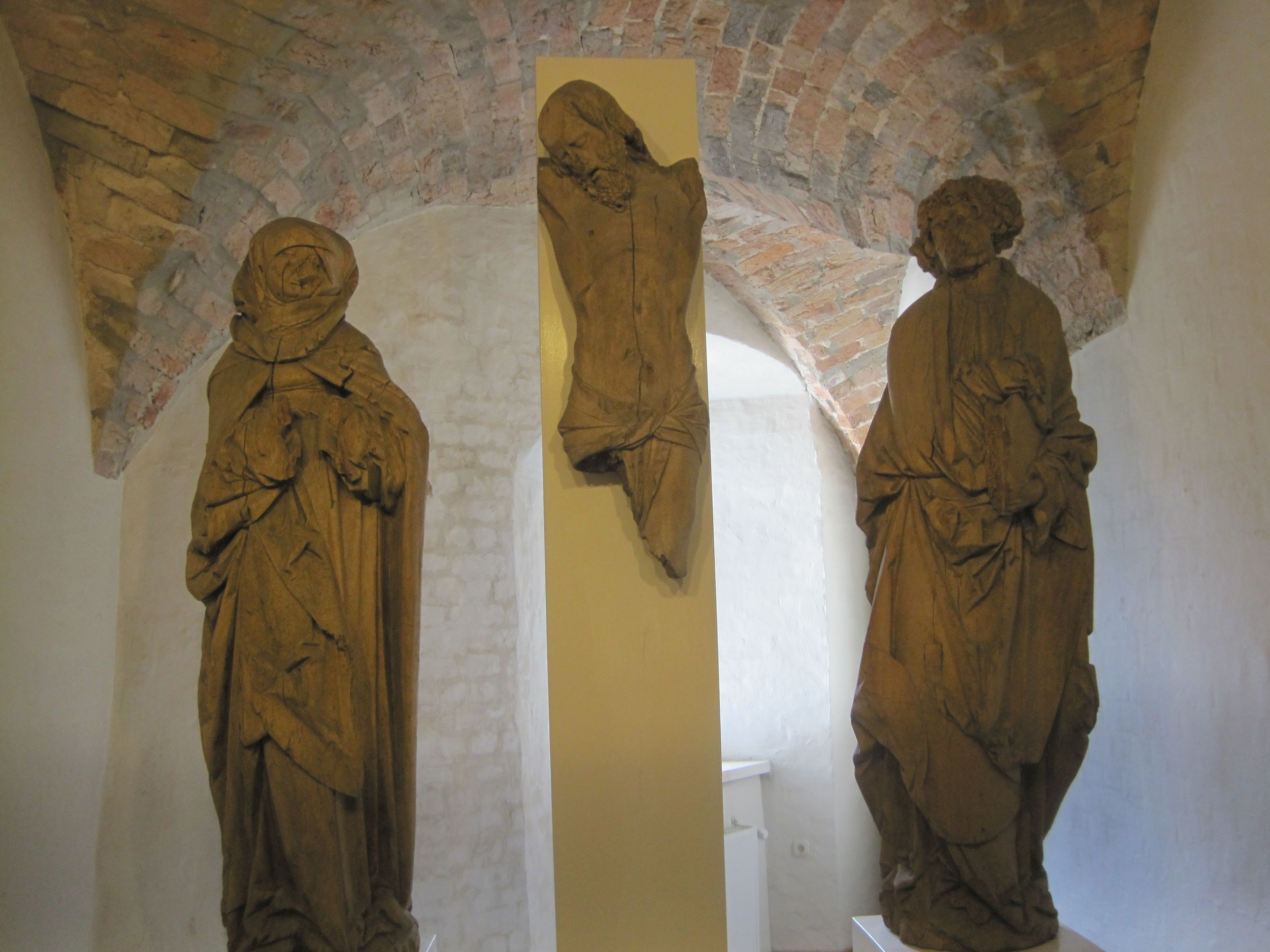
Rethener Kreuzigungsgruppe im Museum Schloss Gifhorn

Levin Storch, auch Lefen Storch (* vor 1524; † um 1546 wahrscheinlich in Braunschweig) war ein bedeutender niedersächsischer Bildhauer. Er ist ab 1524 in Braunschweig urkundlich nachweisbar, wo er bis zur Einführung der Reformation 1528 kirchliche Bildwerke aus Holz schuf. Ab 1531 fertigte er im Dienst Herzog Ernsts des Bekenners steinerne Bild- und Wappenreliefs für dessen Schlösser in Medingen, Gifhorn und Celle. Aus seiner ersten Schaffensperiode werden ihm heute mit großer Wahrscheinlichkeit zugeschrieben die Flügelaltäre für St. Michael in Hildesheim (heute in St. Magdalenen) und St. Katharinen in Braunschweig (heute im Städtischen Museum) sowie die Kreuzigungsgruppe für St. Nikolai in Rethen (heute im Historischen Museum Gifhorn). Diese Arbeiten zeichnen sich durch große Lebendigkeit und Ausdrucksstärke aus, die nach dem Vorbild Tilman Riemenschneiders ohne farbige Bemalung allein durch die Licht- und Schattenwirkungen des Holzes erreicht werden.